# Les Cordeliers de Jávea
Les Cordeliers de Jávea est un tableau réalisé en 1898 par le peintre valencien Joaquín Sorolla.

## Description
Il s'agit d'une œuvre réalisée pendant le deuxième séjour du peintre à Jávea, époque à laquelle il essayait de saisir le temps et le mouvement. Comme ici, il essayait de fixer chaque rayon de soleil dans la peinture.
Le tableau montre un garçon de profil faisant tourner une grande roue, où s’enroulent des cordes. Il est protégé du soleil par de la cannisse. En second plan, apparaissent trois autres travailleurs en train de tresser une corde. En fond se trouve la plage avec des barques échouées sur le sable. Le sujet, costumbriste et rural, est un prétexte pour saisir la plénitude du soleil et le mouvement de la lumière dans l'espace. Sorolla ne  cherche pas le détail, mais à capturer la fugacité, le mouvement. Les figures sont simplement ébauchées.
Les coups de brosse sont fluides, plus légers, ce qui lui permet de saisir spontanément la lumière. Les couleurs sont dominées par les ocres, marrons et gris qu'il avait jusqu'alors utilisés pour le paysage.